# Aeropuerto Internacional de Polokwane
El Aeropuerto Internacional de Polokwane o Aeropuerto Internacional de Pietersburg (IATA: PTG, OACI: FAPP) es un aeropuerto ubicado en la ciudad de Polokwane (conocido como Pietersburg hasta 2003) en la provincia sudafricana de Limpopo. También conocido como Aeropuerto Gateway, está ubicado a 5 km al norte de la ciudad. El aeropuerto fue inaugurado en 1996 en el lugar de una antigua base de la Fuerza Aérea.
El aeropuerto tiene vuelos regulares a Johannesburgo, con cuatro vuelos diarios de lunes a viernes, uno los sábados y dos los domingos. Atiende a unos 5.000 aviones y 38.000 pasajeros al año.

## Aerolínea

### Vuelos regulares
| Aerolíneas                                | Destinos      |
| ----------------------------------------- | ------------- |
| South African Airways operado por Airlink | Johannesburgo |

### Vuelos chárter
- G&L Charters